# دبعال
دبعال هي إحدى القرى اللبنانية من قرى قضاء صور في محافظة الجنوب.